# F. A. Forel
Die F. A. Forel war ein bemanntes U-Boot, das 1978 von Jacques Piccard gebaut wurde. Es wurde in der Giovanola-Fabrik in Monthey gebaut und in Ouchy zu Wasser gelassen. Es ist nach dem Schweizer Limnologen François-Alphonse Forel benannt.
Das U-Boot wiegt 11 Tonnen. Es hat eine Länge von 7,54 m, eine Breite von 2,12 m und eine Höhe von 2,30 m. Der Antrieb erfolgt über Elektromotoren, die von Batterien gespeist werden. Das U-Boot hat eine Geschwindigkeit von 4 km/h. Die Besatzung besteht aus drei Personen.
Die F. A. Forel absolvierte zwischen 1979 und 2005 insgesamt 3600 Tauchgänge mit mehr als 6000 Passagieren. Viele davon fanden im Genfersee statt. Neben der Auguste Piccard und den beiden U-Booten Mir war es eines der vier U-Boote, die die Tiefen des Genfersees erkundeten. Das Tauchboot besuchte auch viele andere Seen wie den Neuenburgersee, den Bodensee, den Zürichsee, den Vierwaldstättersee, den Lago Maggiore, den Braccianosee und den Luganersee. Sie besuchte auch die Strasse von Messina, wo sie eine Tiefe von 560 Metern erreichte. Obwohl die meisten Missionen wissenschaftlicher Natur waren, wurde das Tauchboot auch für juristische Untersuchungen, industrielle Beobachtungen und für den Tourismus eingesetzt.
Das U-Boot F. A. Forel wurde der Stiftung «La Maison de la Rivière» im November 2006 von Jacques Piccard geschenkt. Das U-Boot ist im Museum «Maison de la Rivière» in Tolochenaz ausgestellt.

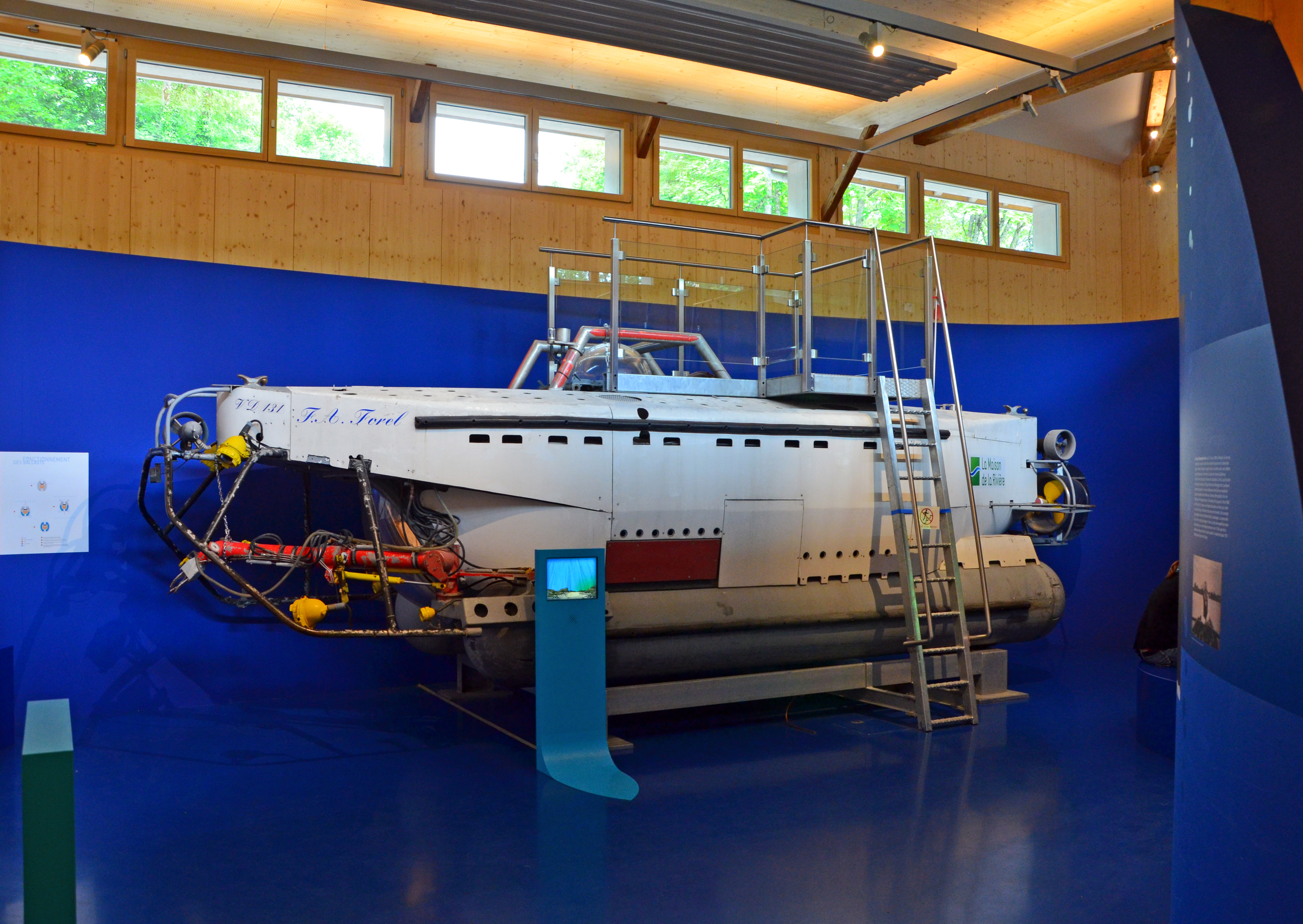
Seitenansicht
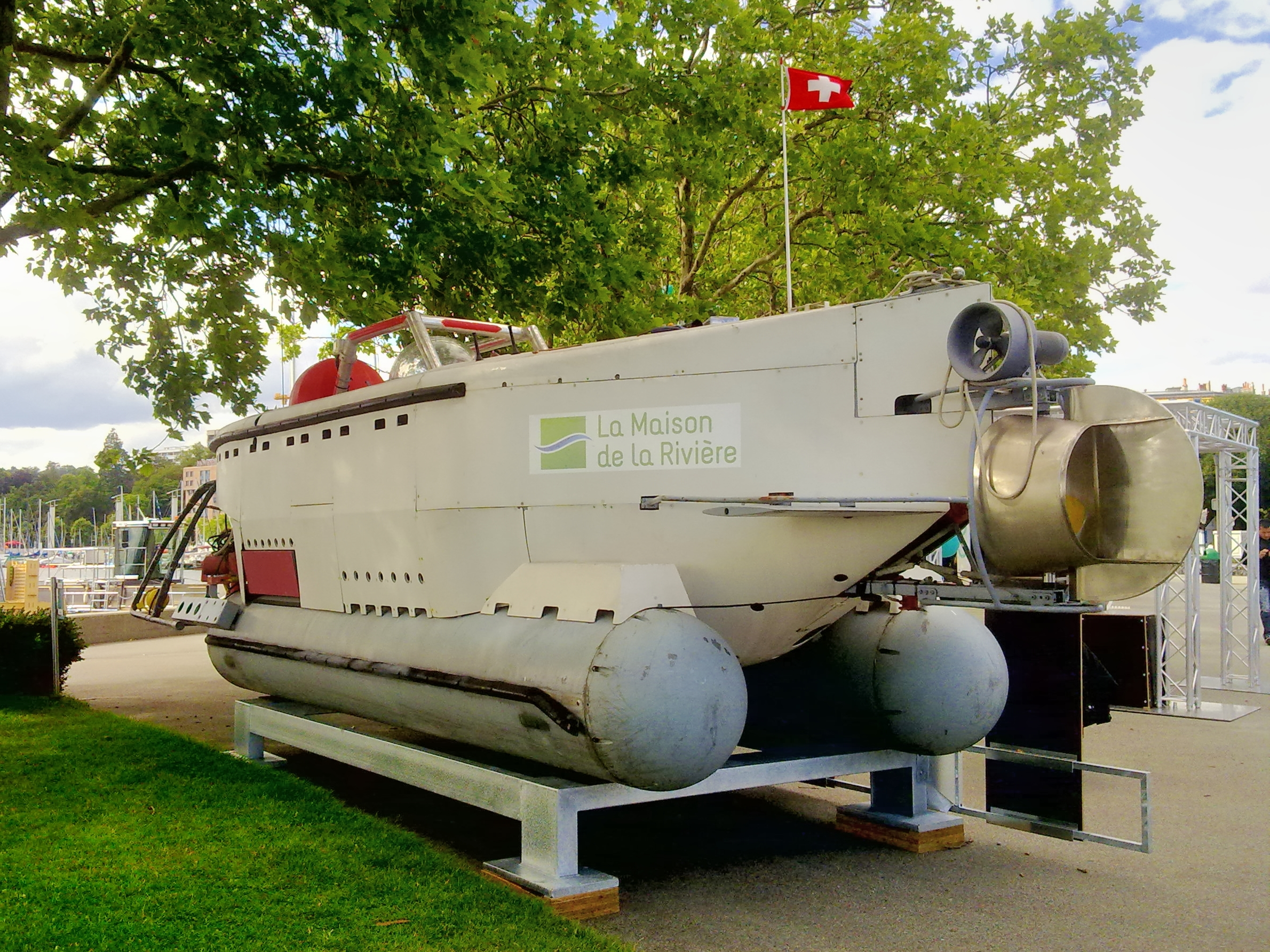
Backansicht